# Kościół Świętych Apostołów Piotra i Pawła w Zagórowie

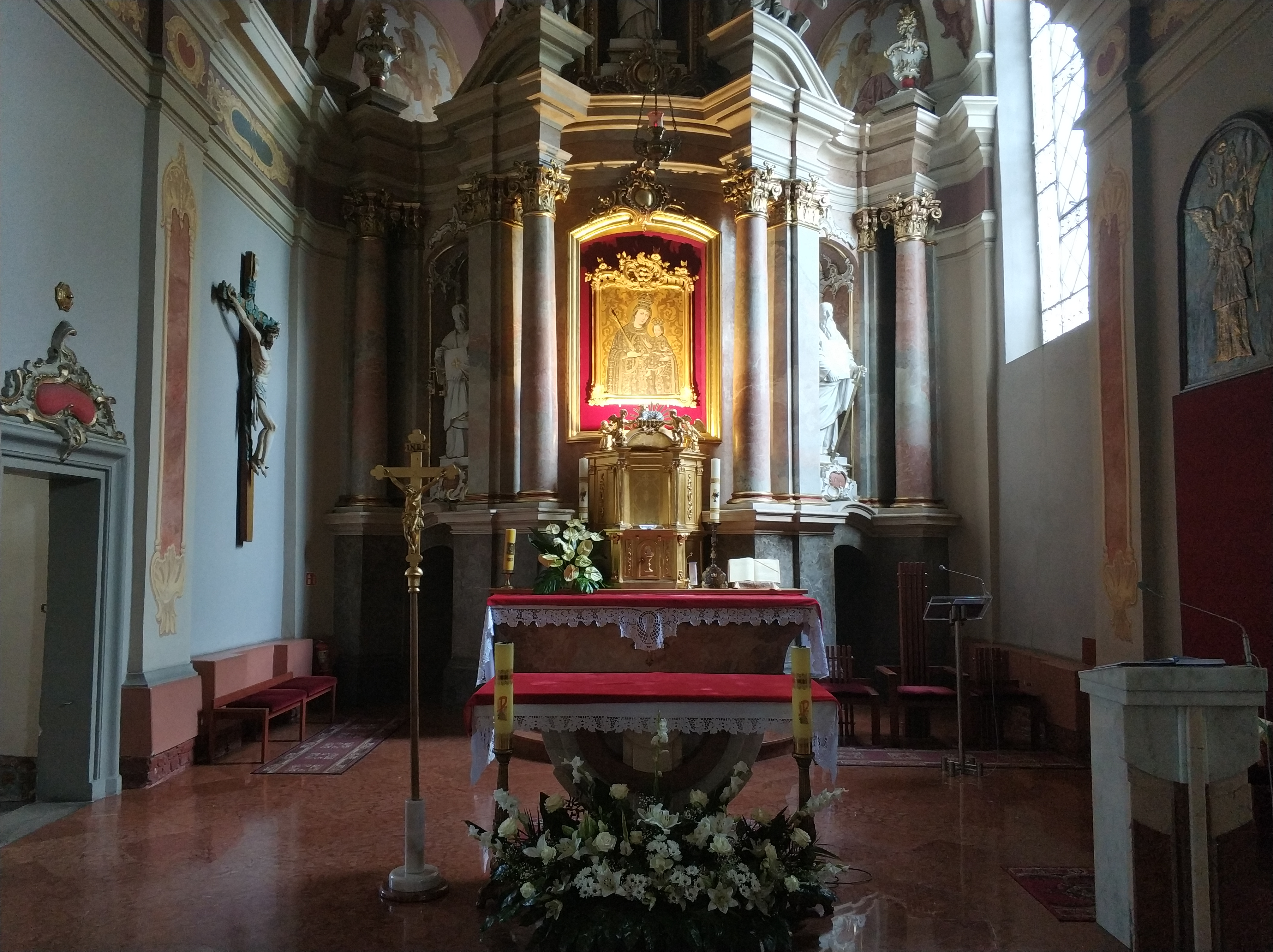
Prezbiterium Kościoła wraz z obrazem Matki Boskiej Pani Zagórowa

Kościół św. Piotra i Pawła w Zagórowie – kościół parafialny powstały w XIV wieku. 

## Historia
Pierwotnie był to kościół drewniany, a dopiero w wieku XV powstało murowane prezbiterium. Świątynia została zbudowana na planie krzyża w stylu późnobarokowym. W 1686r. dobudowano kaplicę południową w celu ulokowania w niej obrazu Matki Bożej Zagórowskiej. W latach 1740 – 1760 został przebudowany z fundacji Mikołaja Antoniego Łukomskiego, opata lądzkiego na styl późnobarokowy. W 1790 kościół uległ spaleniu i rok później został ponownie odrestaurowany. Konsekracji obiektu dokonał w 24 września 1809r. opat Antoni Raczyński. Po dziś dzień, można podziwiać malowidła, które wyszły spod ręki Aleksandra Przewalskiego (malarza i rzeźbiarza - ucznia Jana Matejki). Kościół wpisany został do rejestru zabytków KOBiDZ pod numerem 767 w dniu 13 listopada 1969 roku.Ostatnia gruntowna renowacja miała miejsce w XX w. Odnowiona świątynia została poświęcona przez ks. abp Henryka Józefa Muszyńskiego 24 czerwca 2007r. w 600 rocznicę lokalizacji miasta Zagórów.

## Architektura
W ołtarzu głównym mieści się w rokokowej ramie obraz Matki Bożej z Dzieciątkiem z połowy XVII wieku. Po bokach mieszczą się wykonane w połowie XVI wieku rzeźby świętych Piotra i Pawła. W kościele znajdują się: barokowy chór, późnobarokowe ołtarze, rokokowa chrzcielnica oraz ambona (ozdobiona herbami Pobóg i Ślepowron). Na uwagę zasługuje również obraz „Święta rodzina” z 1830 roku. W skarbczyku nad zakrystią mieści się pochodzący z klasztoru w Lądzie zbiór rzeźbionych w drewnie popiersi świętych z połowy XVII wieku.

## Przynależność
Parafia jest siedzibą dekanatu zagórowskiego i należy do rzymskokatolickiej archidiecezji gnieźnieńskiej

## Cmentarz
Na pobliskim cmentarzu znajduje się mogiła 10 członków Polskiej Organizacji Wojskowej, zamordowanych przez Niemców 20 listopada 1939 roku w lesie niedaleko wsi Osiny, których zwłoki zostały przeniesione do Zagórowa po wojnie. W drugim zbiorowym grobie pochowano 3 mieszkańców miasta, rozstrzelanych 18 listopada 1939 roku za przynależność do organizacji podziemnej. 

## Galeria

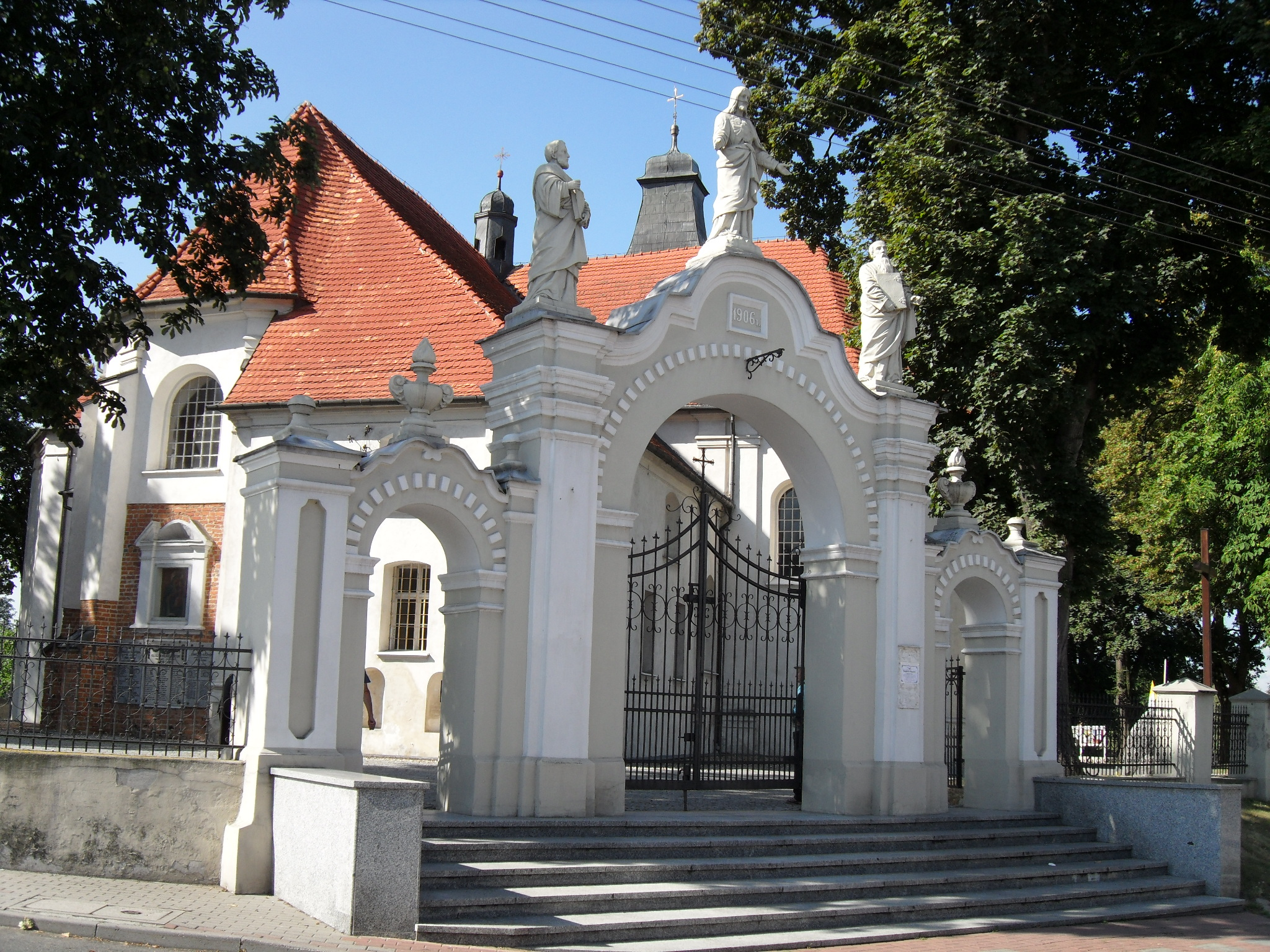
Brama
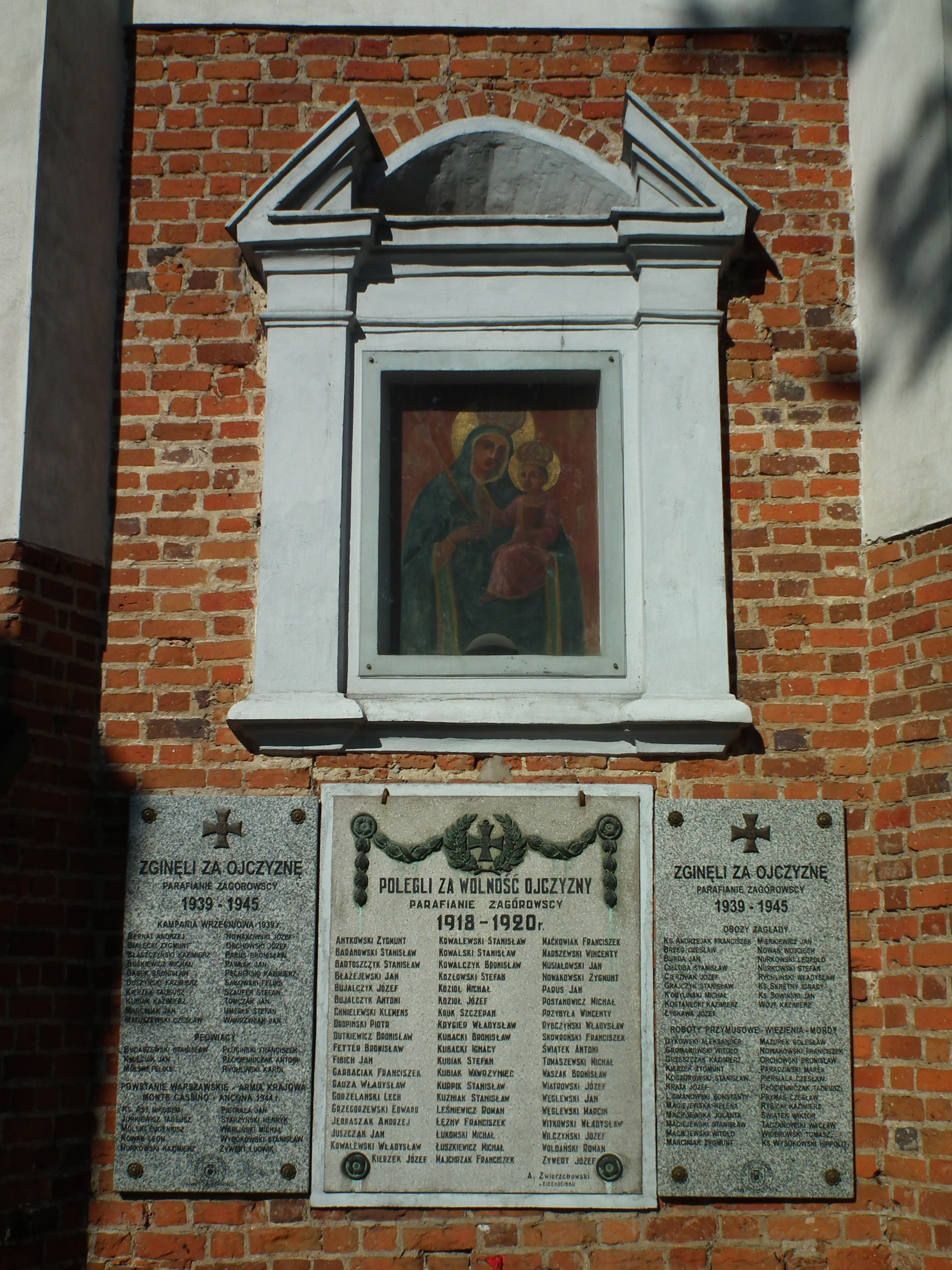
Tablica pamiątkowa
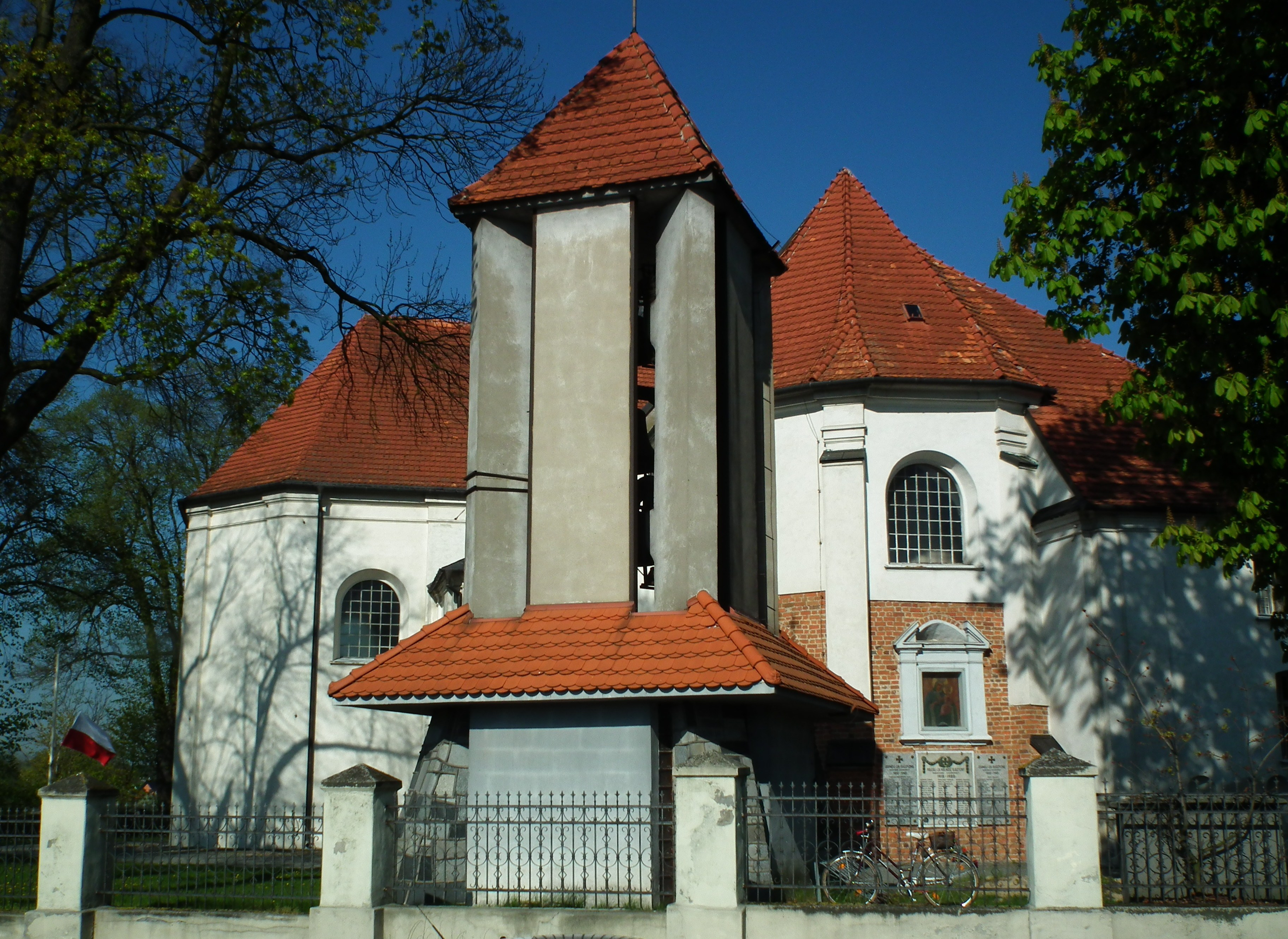
Dzwonnica